# 楢崎信景
楢崎 信景（ならさき のぶかげ）は、戦国時代から安土桃山時代にかけての武将。備後国芦田郡久佐の朝山二子城（楢崎城）を本拠とした国人・楢崎氏の当主。後に毛利氏の家臣となる。

## 生涯

### 元就期
備後国芦田郡久佐の朝山二子城（楢崎城）を本拠とした国人である楢崎豊景の子として生まれる。楢崎氏が毛利氏に帰属した後は毛利元就、隆元、輝元、秀就の四代に仕えて各地を転戦した。
天文9年（1540年）から天文10年（1541年）にかけての吉田郡山城の戦いでは毛利方として戦い、天文10年（1541年）1月13日の宮崎長尾の戦いにおいて尼子軍の敵兵の首一つを討ち取る武功を挙げる。

### 隆元期
天文24年（1555年）から始まる元就の防長経略に信景も従軍。弘治3年（1557年）3月に大内義長が長門国長府の且山城へ逃れた際、福原貞俊や桂元澄がその追撃にあたったが、元就は信景と熊谷信直を呼び出して、貞俊に協力するよう頼んだ。
同年12月2日、兵の乱暴狼藉と勝手な陣払を禁止した連署起請文に信景も署名した。
永禄元年（1558年）5月、小笠原長雄の拠る石見国邑智郡河本の温湯城攻めにおいて、信景は父・豊景と共に小早川隆景の軍に属し、尼子晴久の援軍を防いだ。永禄4年（1561年）2月28日、毛利隆元から周防国玖珂郡の山代にて50貫の地を与えられる。
永禄5年（1562年）7月から始まる出雲攻めに父と共に従軍し、永禄6年（1563年）8月の出雲国意宇郡馬潟原における馬潟原の戦いで尼子軍と戦った。永禄8年（1565年）4月17日、毛利軍は月山富田城への総攻撃を開始。信景は元就の軍に属して月山富田城正面の尾小森口で尼子軍と戦い、武功を立てる。しかし尼子軍の善戦によって城を落とすことは出来ず、4月28日に毛利軍は洗骸城へ一時退いた。この時に尼子軍は毛利軍を追撃したが、小早川隆景の軍が殿を務め、信景もこの時武功を立てた。
永禄9年（1566年）8月23日、信景は元就から再度出雲への出陣を要請され、9月からの月山富田城攻めに参加した。また、永禄12年（1569年）の立花城の戦いにも従軍。同年5月18日の多々良浜の戦いでは大友氏の戸次鑑連（立花道雪）らが宍戸隆家、山内隆通、多賀山通定、楢崎信景、椋梨弘平らの陣を襲撃したが、この戦いにおいて毛利氏の鉄砲隊が活躍し、信景の陣においては宇多田藤右衛門らが活躍した。信景も武功を挙げ、感状を与えられている。

### 輝元期
元亀2年（1571年）6月14日に元就が死去。翌6月15日に輝元は豊景・信景父子に書状を出し、「元就の死去は是非に及ばぬことであるが、老齢であったため覚悟していた。今後も変わらず相談するつもりであるので、言うまでも無いことであるが御昵懇に預かれれば本望である」と述べている。また、この頃に信景は元就の9男・才菊丸（後の小早川秀包）の備後大田氏相続に協力した。
元亀3年（1572年）、信景は小早川隆景に酒肴を送り、隆景は閏1月21日に信景の好意に礼を述べ、同時に同年春の軍事行動に力を尽くすよう下知した。
天正2年（1574年）に毛利氏は宇喜多直家と結んだが、三村元親にとって宇喜多直家は父・三村家親の仇であり不倶戴天の敵であった。そのため元親は宇喜多直家を討たんと織田信長と結び、毛利氏から離反した（備中兵乱）。信景の嫡男・元兼は三村元親の妹婿であったため、輝元は元兼が元親の離反に応じないよう、元兼の居城である美作国月田城に木原左馬允を入れて元兼を監視させた。また、閏11月14日に輝元は豊景と信景に書状を送り、まずは三村氏の猿掛城攻略のため、閏11月20日に猿掛城西方2里にあたる備中国小田郡小田に着陣するので、御辛労ながら閏11月18日に小田へ参陣するよう依頼している。ただし輝元はこの後で予定を変更し、先に小田の北方4里にある備中国吉城攻撃を行い、天正3年（1575年）1月1日に陥落させた。また三村元範の守る楪城攻略にも参加した。
山陰攻略の頃から楢崎氏は小早川隆景の麾下で戦っていたためか、天正13年（1585年）の小早川家の座配において「楢崎殿」と記されており、これは信景あるいは元兼を指すとされる。
慶長5年（1600年）の関ヶ原の戦いによって毛利氏が周防国と長門国の2ヶ国へ減封されると、信景は慶長6年（1601年）11月25日に輝元から給地100石を与えられた。
没年は不明。